# Bisdom Puerto Iguazú

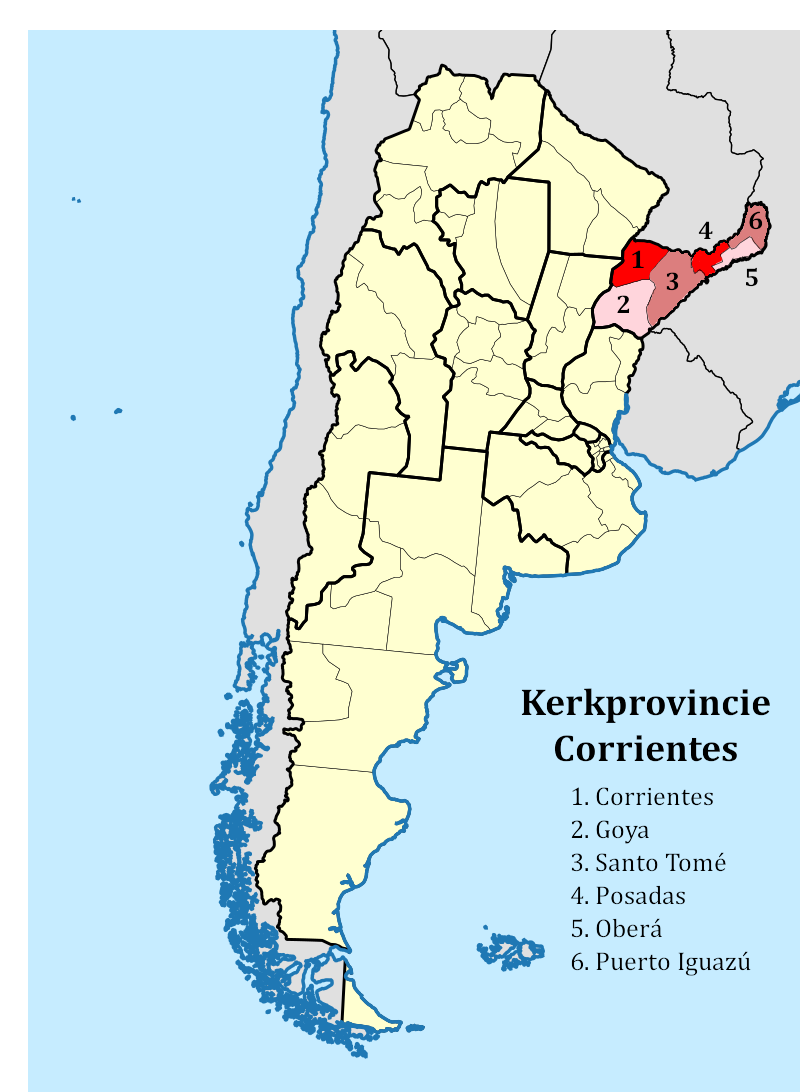
De bisdommen van de kerkprovincie Corrientes

Het bisdom Puerto Iguazú (Latijn: Dioecesis Portus Iguassuensis) is een rooms-katholiek bisdom met als zetel Puerto Iguazú in Argentinië. Het bisdom is suffragaan aan het aartsbisdom Corrientes. Het bisdom werd opgericht in 1986.
In 2019 telde het bisdom 33 parochies. Het bisdom heeft een oppervlakte van 18.642 km² en telde in 2019 495.000 inwoners waarvan 71,5% rooms-katholiek waren. 

## Bisschoppen
- Joaquín Piña Batllevell, S.J. (1986-2006)
- Marcelo Raúl Martorell (2006-2020)
- Nicolás Baisi (2020-)

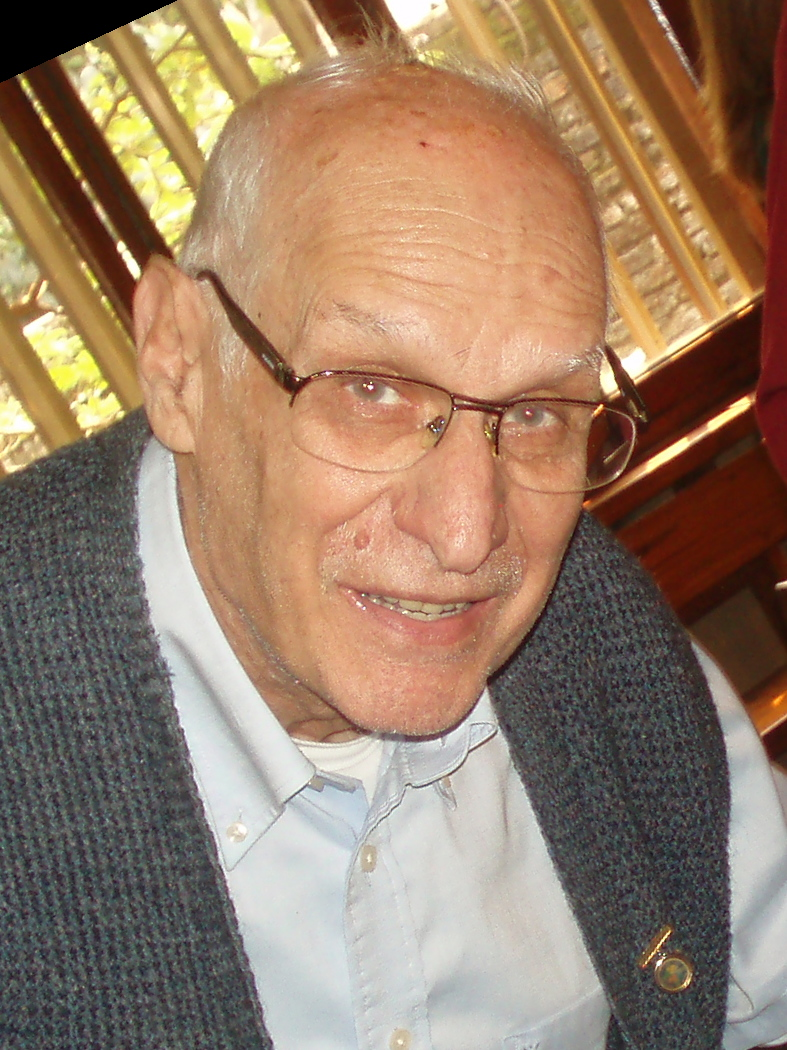
Joaquín Piña Batllevell
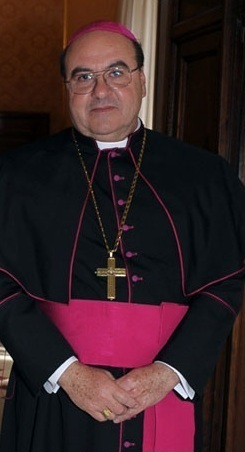
Marcelo Raúl Martorell

Corrientes (aartsbisdom) · Goya · Oberá · Posadas · Puerto Iguazú · Santo Tomé